# Emanuel Novák (šperkař)
Emanuel Novák (25. prosinec 1866 Praha – 24. května 1918 Praha) byl český zlatník, šperkař, designér a pedagog Uměleckoprůmyslové školy v Praze.

## Život
Emanuel Novák, syn Rudolfa Nováka a Leopoldy rozené Plickové se vyučil zlatníkem a studoval na Odborné škole zlatnické, stříbrnické a přidružených řemesel, kde pak od roku 1888 vyučoval. Po jejím připojení k Uměleckoprůmyslové škole v Praze byl 30. září roku 1899 jmenován profesorem. Svými secesními šperky se zúčastnil kolektivní expozice Uměleckoprůmyslové školy na Světové výstavě v Paříži, která byla oceněna medailí, obeslal také světovou výstavu v St. Louis v roce 1904. 19. listopadu 1915 byl povolán do armády.
Svými pracemi je zastoupen ve sbírkách Uměleckoprůmyslového muzea v Praze.

## Žáci
František Anýž, Emanuel Fuchs, Josef Ladislav Němec, Jaroslav Horejc, Antonín Karč, Prokop Nováček, Karel Štipl, Martin Tolar a další.